# Euparia africana
Euparia africana är en skalbaggsart som beskrevs av Schmidt 1909. Euparia africana ingår i släktet Euparia och familjen Aphodiidae. Inga underarter finns listade i Catalogue of Life.